# Alloclita deprinsi
Alloclita deprinsi ist ein Schmetterling (Nachtfalter) aus der Familie der Prachtfalter (Cosmopterigidae).

## Merkmale
Die Falter erreichen eine Flügelspannweite von 11 bis 13 Millimeter. Kopf und Stirn (Frons) sind weiß. Der Scheitel (Vertex) und das Nackenbüschel schimmern ockerfarben weiß und sind an der Seite dunkelbraun. Die Patagia (paarige Struktur auf dem Pronotum, die die Basis der Vorderflügel bedeckt) sind dorsal ockerfarben weiß und seitlich dunkelbraun. Die Fühler sind graubraun und dunkel geringelt. Das Basalglied (Scapus) ist dunkelbraun und hat einen apikalen weißen Ring. Das erste Segment der Labialpalpen ist grob beschuppt, außen dunkelbraun und innen weiß. Das zweite Segment hat dunkelbraune basale und subapikale Ringe, die ventral am breitesten sind. An der Innenseite können die Ringe gelegentlich unterbrochen sein. Das dritte Segment ist ockerfarben weiß und hat basale und subapikale Ringe und ockerfarbene Flecke. Der Thorax ist ockerfarben weiß und mit rötlich braunen und dunkelgrauen Schuppen gefleckt. Die Tegulae sind vorn schwarzbraun und hinten ockerfarben weiß. Die Vorderbeine und die mittleren Beine sind schwarzbraun. Die Hinterbeine haben weiße Femora, die Tibien und die Tarsen sind grau. Die Tibien aller Beine haben subbasale, mediale und apikale Ringe, die Tarsen aller Beine haben auf dem ersten Segment basale und apikale Ringe. Alle anderen Segmente haben weiße Ringe, die Sporne sind ockerfarben weiß. 
Die Vorderflügel glänzen grau und haben bei 1/5 der Vorderflügellänge eine schräg nach innen verlaufende Binde. Bei 2/5 der Vorderflügellänge befindet sich an der Costalader ein weißer Fleck, ein großer ähnlicher Fleck ist bei 3/4 der Vorderflügellänge vorhanden. Ein weißer Dorsalfleck liegt gegenüber dem ersten Costalfleck und verschmilzt manchmal am Flügelinnenrand mit der weißen Binde. Innenwinkel und Flügelspitze weisen weitere weiße Flecke auf. Ein schwarzbrauner Fleck befindet sich an der Flügelbasis oberhalb der Analfalte. Die Flügelbasis und die Innenseite der weißen Binde sind mit rötlich braunen und schwarzbraunen Schuppen umrandet. Der äußere Rand der Binde besteht aus ockerfarbenen, rötlich braunen und schwarzbraunen Schuppen. Die Außenseiten des ersten Costal- und Dorsalflecks und die inneren Seiten des zweiten Costal- und Dorsalflecks sind von ebenso gefärbten Schuppen umrandet. In der Flügelmitte befinden sich zwei schwarzbraune Flecke, der erste liegt vor der Flügelhälfte, der zweite bei 2/3 der Vorderflügellänge. Beide Flecken sind ockerfarben weiß und rötlich braun umrandet. Die Fransenschuppen sind grau und ockerfarben getönt. Am Apex sind sie stark mit dunkelgrauen Schuppen durchmischt. Am Flügelinnenrand verläuft eine dunkelgraue Saumlinie. Die Hinterflügel glänzen grau und haben ockerfarbene Fransenschuppen. Das Abdomen ist gelb bis ockerfarben und ventral etwas heller. Das Afterbüschel ist weiß.
Bei den Männchen ist das linke Brachium deutlich länger als das Tegumen. Es ist schlank, distal rechtwinklig gekrümmt und hat einen spitz zulaufenden Apex. Das rechte Brachium ist an der Basis schmal und weitet sich etwas zur Mitte. Distal verjüngt es sich zu einer abgerundeten Spitze. Das Tegumen ist quadratisch und distal geweitet. Die Valvellae sind schlank und gerade. Die Valven sind schlank und spatelförmig. Sie haben eine breite Basis und eine abgerundete Spitze. Der Aedeagus ist schlank und distal leicht zugespitzt.
Die Genitalarmatur der Weibchen ist unbekannt.

## Verbreitung
Alloclita deprinsi ist in Kleinasien beheimatet.

## Biologie
Die Biologie der Art ist unbekannt. Die Falter wurden im Mai und im August gesammelt.